# 承德站
承德站，位于中华人民共和国河北省承德市双桥区，是京承铁路、锦承铁路、承隆铁路上的火车站，建于1936年，由中国铁路北京局集团有限公司承德车务段管辖。

## 車站周邊
- 中国农业银行承德市桥东支行
- 7天连锁酒店承德火车站店
- 铁道旅社
- 承铁旅馆
- 承德承市之光日租公寓火车站店
- 圣都快捷酒店
- 如家快捷酒店承德火车站店
- 承德银行铁路支行
- 新风宾馆
- 承德市桥东派出所
- 汉庭酒店承德火车站店
- 静居旅馆
- 承德第十六中学
- 承德都市妇科医院
- 桥东小学
- 双桥区地税局第七分局桥东厅
- 北京铁路局车辆系统职工培训基地
- 武烈河

## 外部連結
- 维基共享资源上的相關多媒體資源：承德站